# Team Win Recovery Project
Team Win Recovery Project  (TWRP) はAndroidをベースとしたデバイス向けのフリーでオープンソースなカスタムリカバリーである。タッチスクリーン対応のインタフェースを備えており、サードパーティー製ファームウェアのインストールや現行システムのバックアップなど、純正リカバリーイメージではサポートされていない機能を使用することができる。したがって、Androidデバイスをフラッシュ、インストール、またはroot化するときにインストールされることが多い。

## 機能
2016年2月以降、バージョン番号の最初の3桁はバージョンを指定し、ダッシュで区切られた4桁目の番号は特定のデバイスのための更新を指定している。これは、パフォーマンスの向上や修正プログラム、バグ修正、もしくは単にデバイスの更新である可能性がある。
このカスタムリカバリをAndroidデバイスにインストールする主な方法に、そのデバイス専用に作成されたバージョンをダウンロードしてから、fastboot、Odinなどのツールを使用してインストールする方法等がある。また、一部のカスタムROMには、デフォルトのリカバリイメージとしてTWRPが付属していることがある。
TWRPは、デバイス（ブートローダー、システムデータ、アプリケーションなどを含む）をいつでも元の状態に復元するために完全にバックアップするオプションや、デバイスに問題を引き起こしている可能性のあるファイルを削除したり、問題を修正するためにファイルを追加することができる組み込みのファイルマネージャをユーザーに提供している。
2019年の時点で、TWRPはカスタムROM(LineageOSなど)、カーネル、アドオン（Google Apps、Magisk、テーマなど）、その他の様々なmodのインストールをサポートしている。
システム、ブート、ユーザーデータ、キャッシュ、内部ストレージパーティションなどの様々なパーティションのワイプ、バックアップ、復元、およびマウントもサポートされている。また、MTPを介したファイル転送や基本的なファイルマネージャ、端末エミュレータも備えている。
2017年1月、TWRPチームはroot権限を使用してリカバリーをフラッシュすることができるAndroidアプリケーション（アプリ）をリリースした。しかし、アプリはリカバリーとは異なり、オープンソースではない。このアプリは、システムパーティションにインストールされ、デフォルト状態ではシステムアプリであるため、root権限がなければAndroid内からのアンインストールはできないようになっている。しかし、TWRPはアプリを使用するかどうかを選択する自由をユーザーに提供している。